# ディスカウントストア

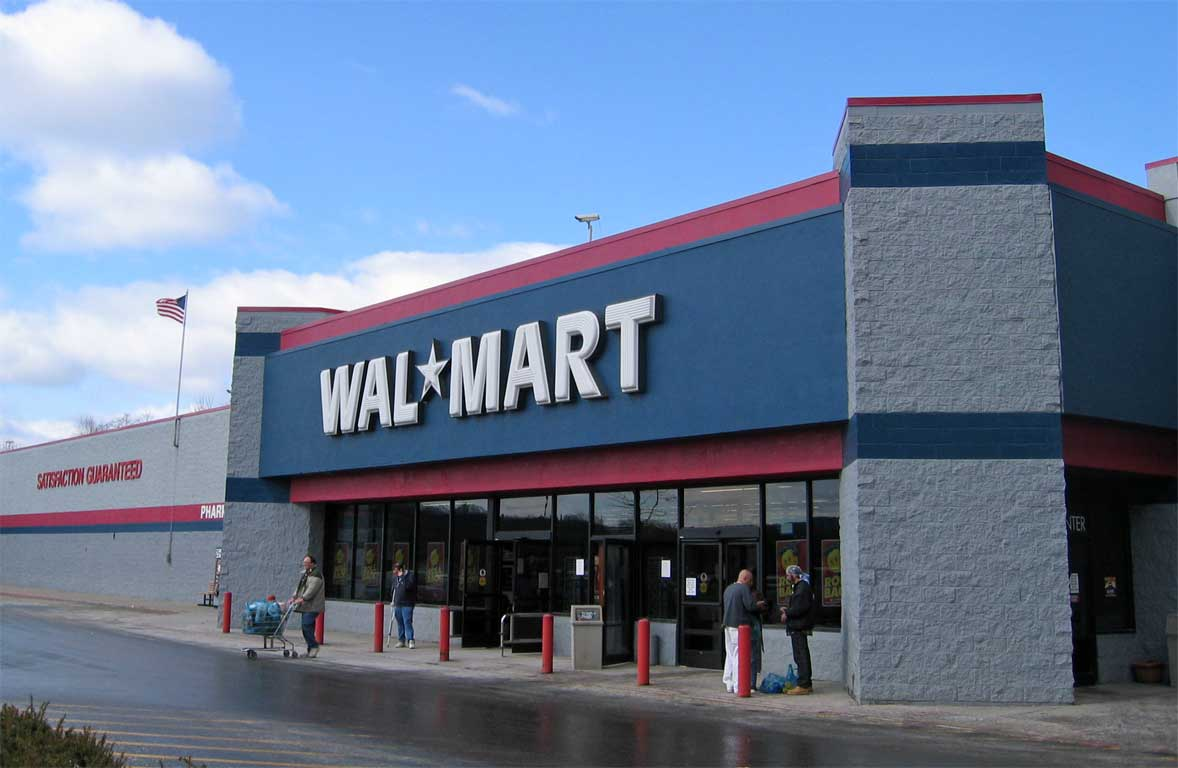
アメリカの典型的なディスカウントストアであるウォルマート

ディスカウントストア（英: discount store,DS）、ディスカウントショップ（英語: discount shop）とは、日用品、衣料品、食料品、家電、玩具、文具等を、セルフサービスによる低価格(EDLP:every day low price)・短時間(short time shopping)で買い物ができるように販売している小売業態及び量販店。

## 種類

### ディスカウントストア
| 日本の典型的なディスカウントストアであるドン・キホーテ |  | イオングループが展開するザ・ビッグ（上板店・徳島県板野郡上板町） |
| 日本の典型的なディスカウントストアであるドン・キホーテ |  | イオングループが展開するザ・ビッグ（上板店・徳島県板野郡上板町） |

大量に計画仕入れしたナショナルブランド商品・ストアブランド商品・プライベートブランド商品などを、計画数量を売り切ることで低価格を実現したものである。一定の品揃えの標準店舗の大量出店で、顧客の満足を高め発展した。
1990年代から、生鮮食料品に品揃えを広げたスーパーセンターが主流となる。
県庁所在地などから離れた地方や郊外にもチェーン展開することで、広いマーケットを獲得、中央の企業が販売計画を立て一括大量仕入れで安価に仕入れたものを各々のチェーン店に流通させる形で販売させ、売り切る形で利益を上げる。似たような業態では家電製品分野に特化した家電量販店がある。

### ディスカウントハウス

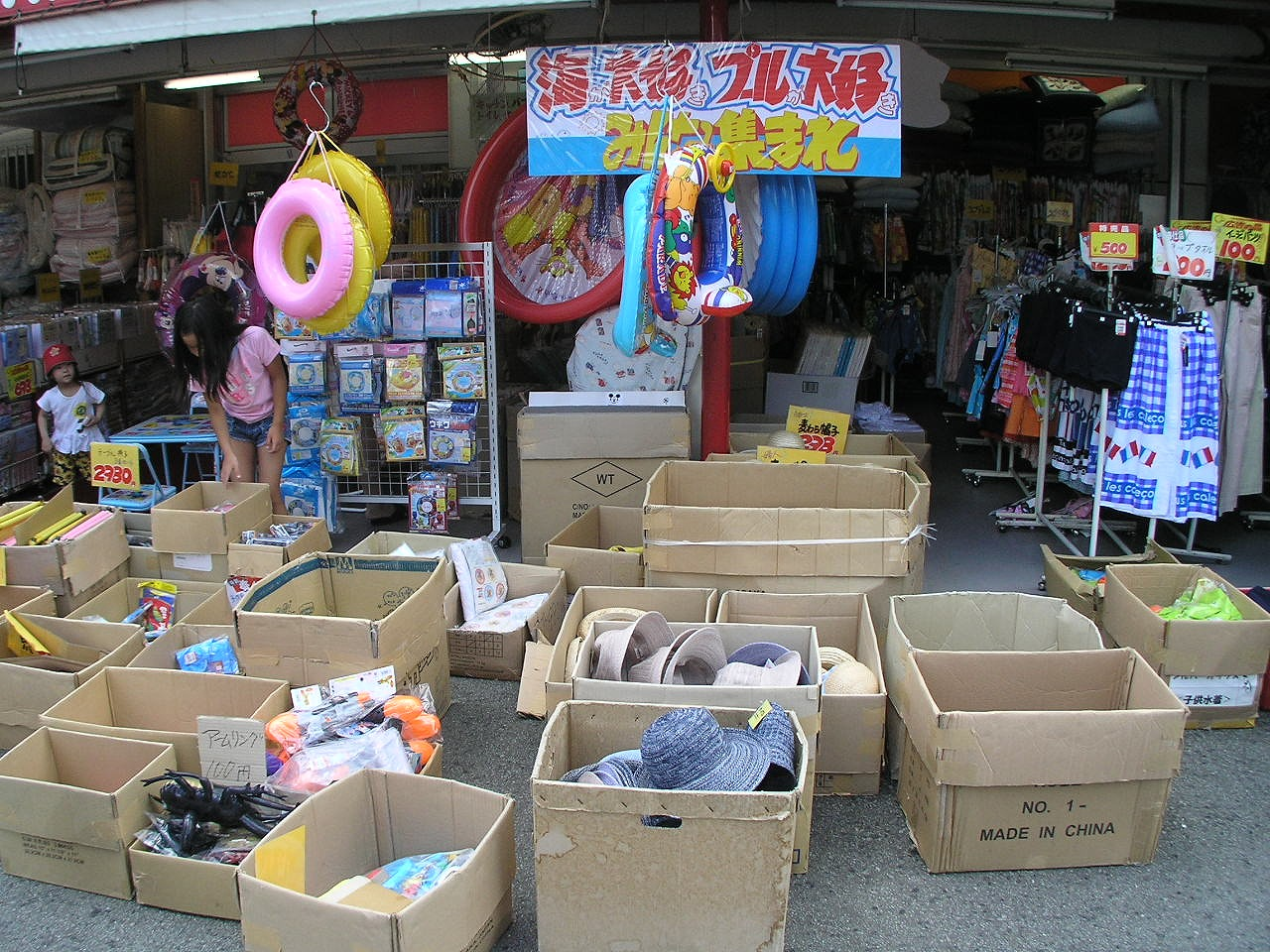
昔ながらの“バッタ屋”の店頭（兵庫県三田市 タキブチ）

ディスカウントハウスとは、メーカー在庫品や廃番などの売れ残り商品をスポットで大量に現金で仕入れ、安売りをするものである。入荷が他業種の処分待ちであるなどの理由もあって、品揃えを一定にできない傾向が強い。日本では古くより投げ売り同然に安価に商品を販売する商店を指して「バッタ屋」とも呼ぶが、近代ではバッタ屋といえば非正規ルートで安く商品を仕入れ販売する業態（後述）とも同一視される。
これらの商店で扱われる商品はメーカーないし売れ残りを抱えた大規模小売店では倉庫や売り場の敷地を占有するだけの厄介物であるが、これを安く仕入れ消費者に安く提供することでニーズを発掘する業態であるため、定価などで売値を設定することはせず、仕入れ価格が直接消費者への売値に影響する。こと安価に売ればそれだけ消費者の購買意欲を喚起できるため、仕入れ側も交渉において企業間の取引にもかかわらずその場で現金決済、直接乗り付けたトラックで商品を輸送するなど、独特の商慣習が見られる。
なお、メーカーや大規模小売店の処分品だけではなく、いわゆる倒産企業の債権者らによって売却される処分在庫を仕入れる専門業態も見られる。この場合は債権者らも倒産によって回収の見込みのない損金を幾らかでも回復しようとするため、こと現金決済が即効性の面で重視される。
こういった「不良在庫を安く需要家へ融通する」という業態においては、自ら店舗を構える場合もあれば、店舗は構えず専ら小売店に向け商品を提供する問屋に近いものもみられ、その一方で問屋が商品卸先の売掛金の回収の見通しが立たなくなった際に、卸先在庫の現品で売掛金を回収するなど、小売店を介在するバッタ屋的な対応をする場合もある。こういった介在者を経た商品は、仕入れた小売店側で特価品などの形で特売用の商品などに利用される。

### ディープディスカウントストア
ディープディスカウントストアとは、同じ機能の商品を一般チェーンストアの6割以下、ディスカウントストアの8割以下で販売するものである。
他業態が撤退したあとに低家賃で出店し、面積あたりの従業員をディスカウントストアの半分以下とし、ストアブランド商品・プライベートブランド商品中心に販売する。初期にはボウリングブームの終焉とともに拡大した。2000年代では跡地に関係なく新規に出店する企業が大半。

### ウェアハウス・クラブ

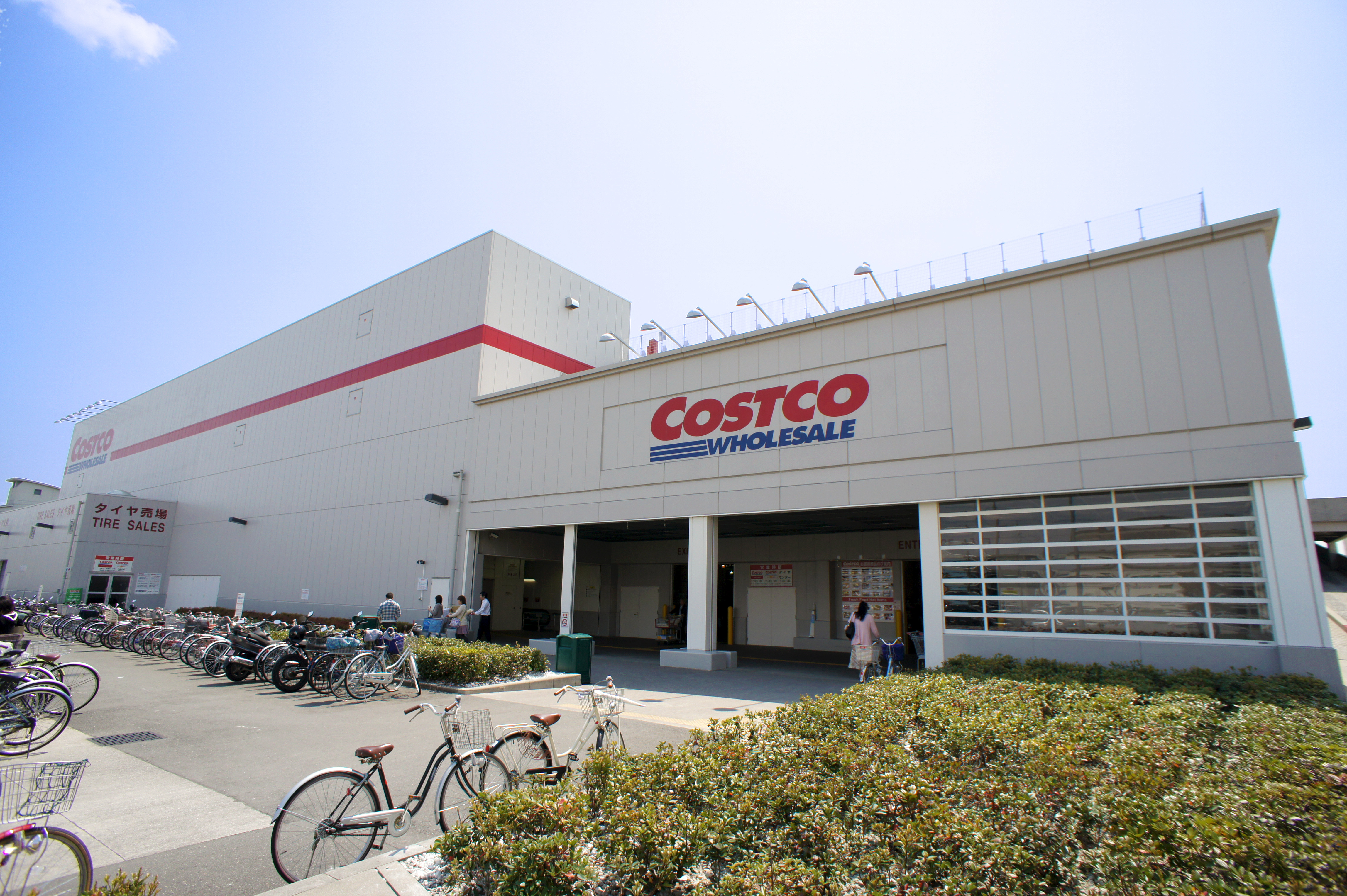
コストコ（尼崎市）

ウェアハウス・クラブ（Warehouse club）とは、ホールセール・クラブとも呼ばれる、会員制の小売業。
日本では1990年代にダイエーが「Kou'S」（コウズ）を展開していたが、数年で撤退した。
一方、海外発祥のコストコ(Costco)は日本国内でも複数店舗を展開している。メトロキャッシュアンドキャリー(Metro Cash & Carry)は2021年10月までに日本から撤退した。

## 代表的なディスカウントストア・ハウス
- アコレ
- アタックス（マルミヤストア）
- オーケー
- ギガマート（ギガ物産）
- コストコ
- ザ・ビッグ（みどり→イオンビッグなどイオングループ各社）
- サンキュー（タイヨー）
- 三平ストア
- ジェーソン
- ジャパン （スギ薬局）
- スーパーキッド（寿屋→アレス）
- スーパー玉出
- ダイクマ（ダイクマ→ヤマダ電機）
- 大黒天物産（ディオやラ・ムーという店名でディスカウントストアを運営している企業）
- ダイレックス
- 多慶屋
- トライアル
- ドン・キホーテ
- ニシムタ
- ディスカウント二木（二木の菓子）
- ビッグ・エー
- Big1（ビッグワン）
- プライスカット（オークワ）
- フレンドマート・D（平和堂）
- MrMax
- ヨークプライス（イトーヨーカ堂→ヨーク）
- ルミエール
- ロヂャース（北辰商事）